# Pisachoides ruficosta
Pisachoides ruficosta är en insektsart som först beskrevs av Walker 1870.  Pisachoides ruficosta ingår i släktet Pisachoides och familjen dvärgstritar. Inga underarter finns listade i Catalogue of Life.